# Toudgha Essoufla
Toudgha Essoufla (franska: Toudgha Essoufla (CR), Toudgha Essoufla (Commune Rurale), arabiska: تودغة السفلى) är en kommun i Marocko.   Den ligger i provinsen Tinghir och regionen Drâa-Tafilalet, 300 km söder om huvudstaden Rabat. Antalet invånare är 12 844.